# Cristina de Holsácia-Gottorp
Cristina (Quiel, 13 de abril de 1573 – Mariefred, 8 de dezembro de 1625) foi a segunda esposa do rei Carlos IX e Rainha Consorte da Suécia de 1604 até 1611. Era filha de Adolfo, Duque de Holsácia-Gottorp, e sua esposa Cristina de Hesse.

## Biografia

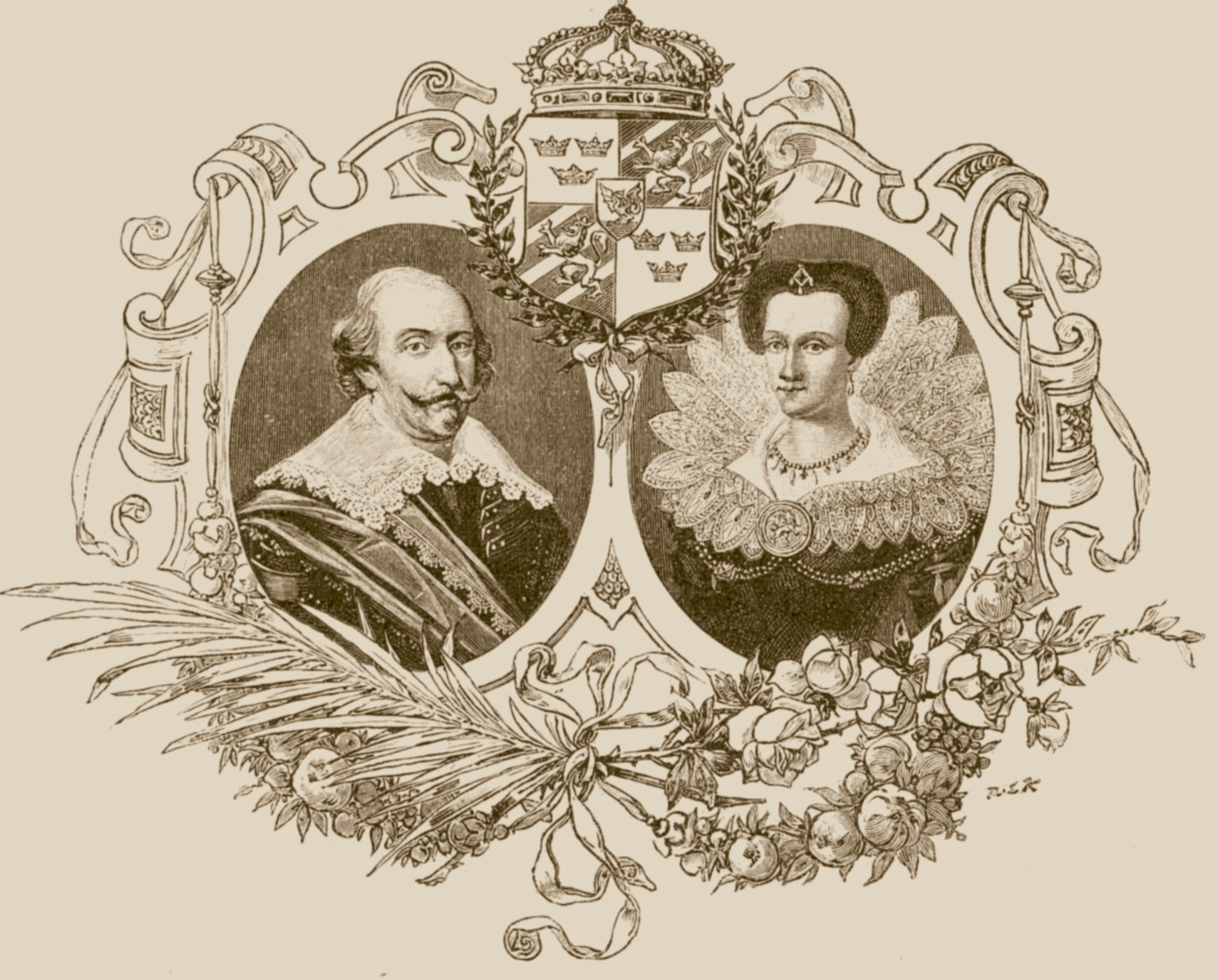
Cristina com o marido Carlos IX.

Cristina era filha do duque Adolfo de Holsácia-Gottorp e da marquesa Cristina de Hesse, filha do marquês Filipe I de Hesse. Em 1586, chegou a ser considerada para esposa do rei Segismundo III da Polónia, mas os planos nunca se concretizaram. A 8 de julho de 1592, tornou-se a segunda esposa do duque Carlos de Sudermânia que, em 1599 se tornou regente e, em 1604, rei da Suécia. Cristina foi coroada com ele na Catedral de Uppsala em 1607.
A rainha Cristina era uma pessoa dominante e determinada muito poupada. Era ao mesmo tempo respeitada e temida. Foi descrita como dura, teimosa e avarenta e dizia-se que, enquanto a primeira esposa do seu marido o tentava persuadir a mostrar clemência nos seus actos, Cristina fazia exactamente o contrário. Controlava muito rigorosamente a corte, uma atitude que é ilustrada na história de que mediria pessoalmente o comprimento das linhas usadas pelos criados. O seu casamento era considerado feliz, apesar de o marido não lhe ser fiel, já que ambos tinham uma personalidade semelhante. Cristina acompanhava-o frequentemente nas suas viagens, incluindo à Estónia e à Finlândia em 1600-01.
Não se pensa que Cristina tenha dominado o seu marido, que tinha a mesma personalidade temperamental, nem que tenha tido uma influência política forte durante o seu reinado. Apesar de tudo, tinha a sua importância política. Apesar de o seu marido não a deixar ditar as políticas, pedia-lhe conselhos sobre elas. Durante a guerra com a Dinamarca, Carlos não aceitou os conselhos da esposa e o casal entrou em conflito porque ele pensava que ela era pró-dinamarquesa. Foi regente durante durante a ausência do marido em 1605. Também terá sido ela a impedir a nomeação do seu filho mais novo para o trono russo que decorreu entre 1610-1612. No dia em que ele devia ter partido para Moscovo para estar presente na eleição, Cristina manteve-o em casa.
Cristina tornou-se rainha-viúva da Suécia em 1611, quando o seu marido morreu, e foi regente dos seus dois filhos até o seu filho mais velho ser reconhecido rei e um conselho foi estabelecido. Como viúva, foi regente do seu filho mais novo, o duque Carlos Filipe de Sudermânia, no ducado de Sudermânia entre 1611 e 1622. Também geriu as minas de ferro do seu marido e participou activamente em vários negócios. Durante os primeiros anos do filho como rei na década de 1610, era considerada a verdadeira (ou uma das verdadeiras) governantes do país, apesar de não ter sido oficialmente regente. Não há dúvidas de que era conselheira do seu filho: por exemplo, Gustavo pediu-lhe conselhos sobre o casamento da filha dela que acabaria por causar um conflito com a igreja luterana. Em 1622, Cristina retirou-se para o Castelo de Nyköping. Em 1622, o seu filho Carlos Filipe morreu. Depois da sua morte, foi descoberto que se tinha casado em segredo e Cristina passou a ser guardiã da neta nascida desse casamento.
Como rainha-viúva é conhecida por ter impedido o casamento do seu filho mais velho com Ebba Brahe. Quando o seu filho estava a ter este caso amoroso, escreveu um conhecido poema na janela de Ebba Brahe: "É isto que queres, mas é aquilo que terás - é assim que funciona nestes casos."

## Descendência
1. Cristina da Suécia (1593–1594).
2. Gustavo II Adolfo da Suécia (9 de dezembro de 1594 - 6 de novembro de 1632), casado com a princesa Maria Leonor de Brandemburgo; com descendência.
3. Maria Isabel da Suécia (10 de março de 1596 - 7 de agosto de 1618), casada com o duque João de Östergötland; sem descendência.
4. Carlos Filipe de Sudermânia (22 de abril de 1601 - 22 de janeiro de 1622), casado com Elisabet Ribbing; com descendência.

## Genealogia
| Cristina de Holsácia-Gottorp | Pai: Adolfo de Holsácia-Gottorp | Avô paterno: Frederico I da Dinamarca | Bisavô paterno: Cristiano I da Dinamarca    |
| Cristina de Holsácia-Gottorp | Pai: Adolfo de Holsácia-Gottorp | Avô paterno: Frederico I da Dinamarca | Bisavó paterna: Doroteia de Brandemburgo    |
| Cristina de Holsácia-Gottorp | Pai: Adolfo de Holsácia-Gottorp | Avó paterna: Sofia da Pomerânia       | Bisavô paterno: Bogislaw X da Pomerânia     |
| Cristina de Holsácia-Gottorp | Pai: Adolfo de Holsácia-Gottorp | Avó paterna: Sofia da Pomerânia       | Bisavó paterna: Anne Jagellon               |
| Cristina de Holsácia-Gottorp | Mãe: Cristina de Hesse          | Avô materno: Filipe I de Hesse        | Bisavô materno: Guilherme II de Hesse       |
| Cristina de Holsácia-Gottorp | Mãe: Cristina de Hesse          | Avô materno: Filipe I de Hesse        | Bisavó materna: Ana de Mecklenburg-Schwerin |
| Cristina de Holsácia-Gottorp | Mãe: Cristina de Hesse          | Avó materna: Cristina da Saxónia      | Bisavô materno: Jorge da Saxônia            |
| Cristina de Holsácia-Gottorp | Mãe: Cristina de Hesse          | Avó materna: Cristina da Saxónia      | Bisavó materna: Barbara Jagiellon           |